# راز سلطان (فیلم ۲۰۱۰)
راز سلطان (ترکی استانبولی: Sultanın Sırrı) یک فیلم اکشن، محصول سال ۲۰۱۰ سینمای ترکیه به کارگردانی هاکان شاهین با بازی امانوئل بتنکور به عنوان استاد آمریکایی در استانبول برای جستجوی صندوقچه مرموز سلطان در قصر است. مخفیگاه‌های زیر زمینی کاخ توپکاپی با کمک دوستش مارک داکاسیوس می‌رود. این فیلم که در ۱۷ دسامبر ۲۰۱۰ در ترکیه اکران سراسری خود را آغاز کرد، با حمایت وزارت فرهنگ و گردشگری ترکیه و آژانس فرهنگی پایتخت اروپا استانبول ساخته شد.